# Sarah Torrans
Sarah Torrans est une joueuse de hockey sur gazon irlandaise évoluant au poste d'attaquante au Loreto HC et pour l'équipe nationale irlandaise.

## Biographie
- Naissance le 14 février 1999.

## Carrière
Elle a fait partie de l'équipe nationale pour concourir aux Jeux olympiques d'été de 2020 à Tokyo.